# 李紫丹
李紫丹（英語：Jasmine Li，1992年11月—），贾庆林女儿贾蔷之女。

## 简历
2009年11月29日，李紫丹在巴黎参加第19届年度巴黎成人礼而被媒体关注。她毕业于加州斯坦福大学，毕业后在纽约蔡国强艺术工作室做助理。2016年4月3日，巴拿馬文件洩漏事件中显示，李紫丹在斯坦福读书期间即成为一家离岸公司Harvest Sun贸易有限公司的唯一股东。2010年12月，亨得利控股有限公司（3389-HK）董事局主席张瑜平以1美金將Harvest Sun股權轉讓予李紫丹。她也是另一家公司Xin Sheng投资的唯一股东，这两家公司成为在北京注册的两家咨询公司的母公司，以保护其资金隐私。